# Militarització
La militarització pot ser entesa de diverses maneres. D'una banda, aquest fenomen pot ser vist com a procés de potenciació de les forces armades; d'altra banda, pot ser entès com la utilització de les forces armades en tasques no tradicionals — com ara en iniciatives de desenvolupament . Altres anomenen militarització l'ús de les forces armades per a combatre amenaces internes de caràcter no militar, o per realitzar missions que són competència dels cossos policials —com ara lluitar contra el crim organitzat. Finalment, també pot ser anomenada militarització l'existència de facto, si bé no de iure, d'un govern militar.
La militarització és el procés pel qual l'estament militar participa i incideix en la societat, la política, l'economia i l'educació. En l'àmbit de la política, es materialitza mitjançant l'assumpció, per part de militars, de responsabilitats polítiques. El cas més evident de militarització política és el de les dictadures militars. No obstant això, els sistemes democràtics no estan exempts de la presència de militars entre els alts càrrecs polítics.
Cal assenyalar que no s'ha de confondre militarització amb militarisme. El militarisme és la imposició de valors, perspectives i ideals militars a la societat civil.

## Militarització econòmica
La militarització econòmica succeeix quan existeixen empreses i sectors econòmics d'un país en mans de militars. En conseqüència, la militarització de l'economia suposa la participació dels propis militars, — membres de les Forces Armades, paramilitars, instàncies burocràtiques militars i serveis secrets — en la propietat i gestió de determinades empreses i, fins i tot, de sectors complets de l'economia.

## Militarització de la societat
La militarització de la societat és la promoció de valors i actituds militars en l'educació, cultura i costums, combinada amb una elevada presència i protagonisme de militars i cossos de seguretat en la vida d'un país.
Pel que fa a la militarització social, no es tracta només de la participació o presa del poder per part de l'estament militar, sinó també de la imposició dels valors militars o castrenses a la societat: centralització de l'autoritat, jerarquització, disciplina, obediència i conformisme, combativitat, agressivitat i xenofòbia, impulsada per l'exaltació contínua del patriotisme i els seus símbols.
Els processos de militarització social es veuen especialment estesos quan es produeixen processos de militarització de l'educació, tant en el seu vessant formal — en els propis centres educatius —, com en els espais educatius informals o familiars.

## Aspectes polèmics
Un dels aspectes de gran rellevància i que generen major preocupació en relació amb els processos militaritzadors de les societats es refereix a la generació de violència que, de manera implícita, es dona en la militarització.